# إدوين تشارلز كروب
إدوين تشارلز كروب (من مواليد 18 نوفمبر 1944) هو عالم فلك أمريكي وباحث ومؤلف وناشر للعلوم. هو خبير معترف به دوليًا في مجال علم الآثار الفلكي ودراسة كيف رأت الثقافات القديمة السماء وكيف أثرت هذه الآراء على ثقافاتهم. قام بالتدريس على مستوى الكليات الجامعية وكمحاضر في قبة سماوية وفي أفلام وثائقية مختلفة. كان مديرًا لمرصد جريفيث في لوس أنجلوس منذ أن تولى المنصب لأول مرة في عام 1974 بعد رحيل المدير السابق ويليام جاي. كوفمان الثالث. تشمل مؤلفاته أوراق علمية ومقالات في المجلات العلمية، ومقالات في مجلات علم الفلك، وكتب في علم الفلك وعلم الفلك القديم للبالغين، وكتب تشرح ظواهر السماء وعلم الفلك للأطفال.
كروب عضو في الجمعية الفلكية الأمريكية والاتحاد الدولي لعلم الفلك، وعمل في العديد من الأقسام واللجان في كلتا المنظمتين. وهو أيضًا زميل في لجنة التحقق من الشك وعضو في مجلس نزاهة وسائل الإعلام التابع للمنظمة.

## بداية حياته
وُلد إدوين تشارلز كروب في شيكاغو، إلينوي، في 18 نوفمبر 1944 حيث اصطحبه والديه عندما كان طفلًا إلى العديد من المتاحف المحلية. في عام 1956، انتقلت العائلة إلى لوس أنجلوس حيث عمل والد كروب، الذي كان مهندسًا ميكانيكيًا، ضمن برنامج أبولو ثم ضمن برنامج مكوك الفضاء.

## تعليمه
في عام 1961، حضر كروب البرنامج الصيفي للعلوم (إس إس بّي). من بين أمور أخرى، يقوم إس إس بّي بتدريس علم الفلك لطلاب المدارس الثانوية. ظل كروب نشطًا مع إس إس بّي، أولًا كمساعد تدريس لطلاب الدراسات العليا بين عامي 1968 و1972 ولاحقًا كمحاضر زائر متكرر. قال كروب عن إس إس بّي،
في بعض النواحي، يظل إس إس بّي أكثر التجارب التعليمية تماسكًا وشدة من الناحية الأكاديمية التي مررت بها على الإطلاق. هذا، كما أظن، صحيح بالنسبة لمعظم المحظوظين الذين حضروا البرنامج. لولا إس إس بّي، لكانت رؤيتي أضيق، وتطلعاتي أقل طموحًا، وحياتي أقل ثراءً. أنا لا أبالغ.
درس كروب الفيزياء وعلم الفلك في كلية بومونا (العضو المؤسس لاتحاد كليات كليرمونت) في كليرمونت، كاليفورنيا. كان مستشاره الجامعي روبرت جيه. تشامبرز. أثناء دراسته في كلية بومونا، شارك كروب في السباقات العابرة للريف وسباقات المسارات وكرة القدم. كما عمل في كاي إس بّي سي، محطة إذاعة مجتمعية غير تجارية في كلية بومونا. عاش لمدة عامين في مرصد براكيت، وخلال هذه الفترة عمل كمسؤول عن المرصد ورجل طقس وعارض للتلسكوب. حصل على درجة بكالوريوس الآداب عام 1966.
تابع كروب دراساته العليا في علم الفلك في جامعة كاليفورنيا، لوس أنجلوس (يو سي إل إيه)، وحصل على درجة الماجستير في الآداب عام 1968، والدكتوراه في عام 1972. تمحورت أطروحة الدكتوراه الخاصة به حول تشكل العناقيد المجرية الغنية. كان جورج أوه. أبيل مستشار تخرجه.

## حياة المهنية

### عمله في التدريس
بدأ كروب مسيرته التدريسية كمساعد تدريس لبرنامج العلوم الصيفي خلال أيام تخرجه. كما قام بالتدريس خلال الدراسات العليا في المؤسسات التعليمية التالية:
- كلية الكامينو
- جامعة جنوب كاليفورنيا
- جامعة كاليفورنيا، لوس أنجلوس

أصبح محاضرًا في القبة السماوية في مرصد جريفيث بينما كان لا يزال أيضًا في مرحلة الدراسات العليا. كان كروب محاضرًا متكررًا طوال حياته المهنية. وقد ألقى محاضرات في الجولات العلمية التي قادها وأماكن أخرى.
تولى كروب وظيفته الأولى في مرصد جريفيث في لوس أنجلوس بينما كان لا يزال مرشحًا لدرجة الدكتوراه في جامعة كاليفورنيا. عمل كمحاضر في القبة السماوية بدوام جزئي، لكنه لم يستمتع بهذه الوظيفة في البداية، حيث قال لزوجته روبن، «هذا ليس علمًا، إنه عمل استعراضي». ولكن، بعد أن بدأ في ملاحظة تزايد حماس الجماهير، بدأ يقول، «مرحبًا، هذا عمل استعراضي.»
عُين كروب أمينًا لمرصد في عام 1972 بعد حصوله على درجة الدكتوراه. في عام 1974، ترك مدير مرصد جريفيث ويليام جاي. كوفمان الثالث منصبه، وعُين كروب مديرًا بالوكالة عنه. في عام 1976 أصبح كروب مديرًا بشكل كامل للمرصد.